# 喬治·馬得勝

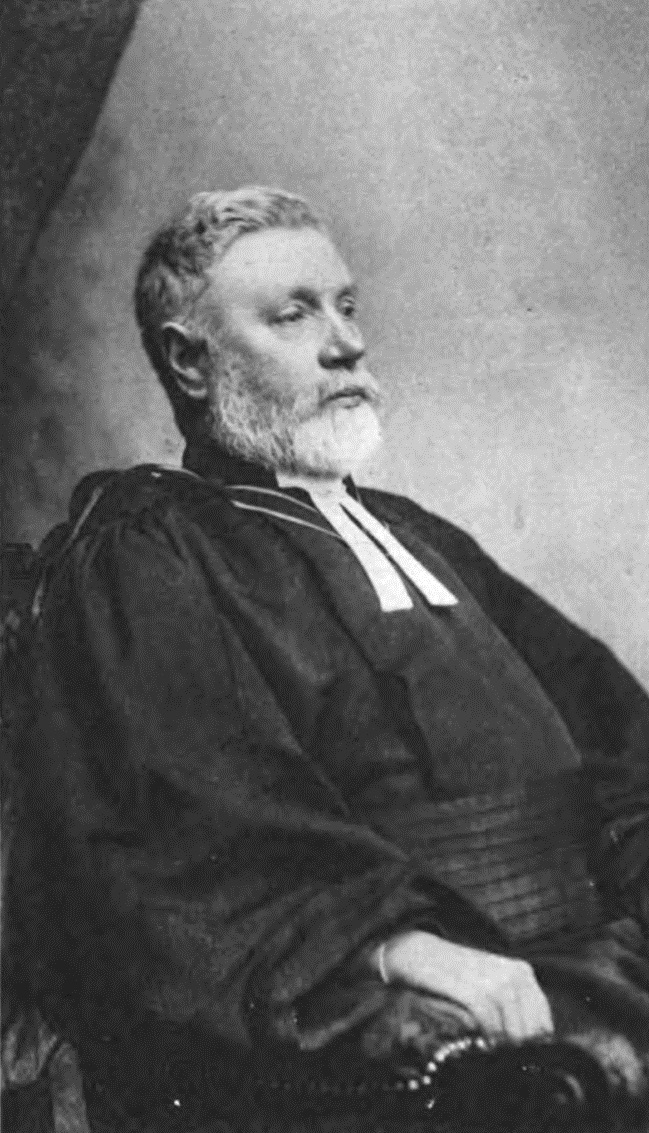
马得胜

马得胜（英語：George Matheson，1842年3月27日—1906年8月28日）是一位苏格兰神学家和传教士。

## 生平
马得胜出生在格拉斯哥，是一个商人和 Jane Matheson （第二代表兄妹）的儿子，是8个孩子中最年长的一个。他就读于格拉斯哥大学。他在20岁时完全失明，但仍坚持完成学业，研读神学和历史。1879年，爱丁堡大学授予他神学博士荣誉学位。1890年，他当选成为皇家爱丁堡学会会员。1906年8月28日，他在爱丁堡突然中风去世，埋葬在格拉斯哥的公墓。他终生未婚。

## 事奉
1866年，马得胜成为一名助理牧师。
1886年，他移居到爱丁堡，担任圣伯纳德教区教堂牧师达13年之久。
1879年，他拒绝接替Dr. John Gumming (1807-1881)担任伦敦英国巡回刑事法庭的牧师。

## 著作
他最著名的一首聖詩 O Love That Wilt Not Let Me Go，已被列為基督教會中最受歡迎的聖詩之一。此詩是他在一個妹妹夏天結婚的那天有感而發創作的。(原作是近代英文 wilt = will) 。最初出現於 Church of Scotland magazine, Life and Work （1883 [sic 1882]）。 然後是 Scottish Hymnal 1884。
他出版過一本共有174首作品的詩歌集： Sacred Songs。
此曲在各國教會中有多個譯本。除 法文版、西班牙文 版之外 ：

### 中文版
在香港台灣各地華人教會中有多個中文譯本：
- 《祢這不肯放我的愛》
- 《偉大的愛》浸信會頌主新歌. 宣道生命聖詩329.
- 《永不離我偉大的愛 (O Love the wilt not let me go) 》生命聖詩 Hymns of Life,1986.第329首. 粵語.
- 《永冇棄我奇妙厚愛》(趙志誠)粵語.
- 《厚愛我從未被祢撇下》(黃承恩)粵語.
- 《這愛對我從未放棄》(李怡虹) 粵語.
- 《哦那不肯放我之愛》國語。
- 《不忍棄我,偉的大愛》聖詩 第302首。
- 《主愛不忍將我放棄》恩頌聖歌 第430首
- 《不忍丟棄我的大愛》

等等。
由於譯詞內容用字，也是教會的安息禮拜/告別儀式 熱門選曲之一。

### 日本語版
讃美歌360番《 疲れし心を 》

### 韓國語版
《 주 크 신 사 랑 가 운 게 》
The United Methodist Korean Hymnal